# Redemptoris mater (Enzyklika)
Die Enzyklika Redemptoris Mater (lat. für „Mutter des Erlösers“) über die selige Jungfrau Maria im Leben der pilgernden Kirche ist das sechste Lehrschreiben Papst Johannes Pauls II. Sie wurde am 25. März 1987 promulgiert, dem Fest der Verkündigung des Herrn.
Die Enzyklika ist in drei große Teile gegliedert:
- Maria im Geheimnis Christi: Anhand des englischen Grußes („voll der Gnade“), dem Gruß ihrer Base Elisabeth („selig ist, die geglaubt hat“) und dem Wort Jesu am Kreuz an Johannes („Siehe, deine Mutter“) knüpft der Papst an die dogmatische Konstitution des Zweiten Vatikanischen Konzils über die Kirche, Lumen gentium, an.
- Die Gottesmutter inmitten der pilgernden Kirche: Unter diesem Titel führt der Papst die Stellung der Gottesmutter „im Geheimnis der Kirche, des Leibes Christi“ auf, in dem die Menschwerdung Christi gleichsam ihre Fortsetzung finde. Er hebt dabei drei Hauptpunkte hervor:  die Kirche als Volk Gottes, das in allen Völkern der Erde verwurzelt sei, die Einheit aller Christen, die ein wesentliches Ziel auf dem Weg der Kirche darstelle, die Kirche, die wie Maria auf ihrem Pilgerweg durch die Zeit das Magnifikat singe und die Größe des Herrn preiste.
- Mittlerin der Gnaden: In diesem Teil wird unter Bezug auf den hl. Bernhard von Clairvaux die Gottesmutter als „Magd des Herrn“ der Kirche und jedem Christen als Mittlerin der Gnaden (Mittlerin „ad mediatorem“) vor Augen gestellt.

Am Schluss geht der Papst auf Sinn und Anliegen des bevorstehenden marianischen Jahrs 1987/1988 ein.